# Wendy Bruce
Wendy Bruce född den 23 mars 1973 i Plainview, Texas, är en amerikansk gymnast.
Han tog OS-brons i lagmångkampen i samband med de olympiska gymnastiktävlingarna 1992 i Barcelona.